# E la nave va
E la nave va és una pel·lícula francoitaliana dirigida per Federico Fellini. Es va estrenar al Festival Internacional de Cinema de Venècia el 1983. Ha estat doblada al català.

## Argument
El juliol del 1914, s'organitza un creuer amb ocasió del funeral d'una cèlebre cantant. Les seves cendres han de ser dipositades en una illa. El creuer comprèn una tripulació d'allò més heteròclita, transportant sobretot un rinoceront que encarna la lletjor del món, així com molts burgesos decadents. La imatge del burgès de l'època, que canta mentre que el seu regnat cau, és evocada per la imatge de l'orquestra del Titànic.

## Repartiment
- Freddie Jones (Orlando)
- Barbara Jefford (Ildebranda Cuffari)
- Victor Poletti (Aureliano Fuciletto)
- Peter Cellier (Sir Reginald Dongby)
- Elisa Mainardi (Teresa Valegnani)
- Norma West (Lady Violet Dongby)
- Paolo Paolini (Albertini, el director d'orquestra)
- Sarah Jane Varley (Dorotea)
- Fiorenzo Serra (el gran duc de Harzock)
- Pina Bausch (la princesa Lherimia)
- Pasquale Zito (el comte Bassano)
- Janet Suzman (Edmea Tetua)
- Linda Polan (Ines Ruffo Saltini Ione)
- Philip Locke (el primer ministre)
- Jonathan Cecil (Ricotin)
- Maurice Barrier (Ziloev)
- Fred Williams (Sebastiano Lepori)
- Elizabeth Kaza (la productora)
- Colin Higgins (el cap de policia)
- Umberto Zuanelli (Maestro Rubetti 1)
- Vittorio Zarfati (Maestro Rubetti 2)
- Ugo Fangareggi (el maître de l'hotel)
- i Claudio Ciocca, Marielle Duvelle, Christian Fremont, Alessandro Partexano, Domenica Pertca, Helen Stirling, Antonio Vezza.

### Cantants
- Mara Zampieri (Ildebranda Cuffari)
- Elisabeth Norbeg Schulz (Ines Ruffo Saltini, i primera soprano sèrbia)
- Nucci Condo (Teresa Valegnani)
- Giovanni Bavaglio (Aureliano Fuciletto)
- Carlo Di Giacomo (Sebastiano Lepori)
- Boris Carmeli (Ziloev)
- Bernadette Lucarini (segona soprano sèrbia)
- Bruno Beccaria (Tenor serbi)

## Premis i nominacions

### Premis
1984
- David di Donatello per la millor fotografia per Giuseppe Rotunno
- David di Donatello per la millor pel·lícula
- David di Donatello pel millor guió per Federico Fellini i Tonino Guerra
- David di Donatello per la millor producció per Dante Ferretti